# Reinhard Christian Wilhelm Aurelius Steimmig
Reinhard Christian Wilhelm Aurelius Steimmig (* auch Steinmig, 25. Juli 1785 in Bretten; † 5. März 1840 in Mannheim) war ein deutscher Mediziner und großherzoglich badischer Medizinalrat in Wertheim, der zuletzt als Medizinal-Referent bei der Regierung und am Hofgericht des Unterrheinkreises in Mannheim wirkte.

## Leben
Reinhard Steimmig wurde als Sohn des Kreisarztes Johann Philipp Steimmig und dessen Ehefrau Wilhelmine Dorothea Sabine (* 9. April 1762; † unbekannt) in Bretten geboren. Er wurde überwiegend von seinem Großvater mütterlicherseits, Spezialsuperintendent Wilhelm Aurelius Krippendorf (1731–1809) in Knittlingen, aufgezogen. Er besuchte anschließend das Gymnasium in Mannheim beim Rektor Friedrich Wilhelm Schüssler.
Nach Beendigung des Gymnasiums ging er 1801 zur Universität Heidelberg und studierte dort bis 1803 Philosophie und Heilkunde. 1803 wechselte er zur Universität Jena und beendete dort seine Studien mit der Doktorwürde in Medizin.
Nach seiner Rückkehr in seinen Geburtsort wurde er dort im Staatsdienst angestellt und erhielt 1813 die Stelle des vakanten Kreisarztes in Gochsheim. 1814 wechselte er in den Bezirk Wertheim, dorthin verlegte er auch seinen Wohnsitz. Er wurde später Medizinalreferent beim Kreisdirektorium und dann Medizinalrat. Als der Medizinalreferent bei der Regierung und dem Hofgericht des Main- und Tauberkreises in Mannheim, Geheimer Hofrat Johann Baptist Schuler 1839 in den Ruhestand ging, wurde Reinhard Steimmig zu seinem Nachfolger ernannt.
Am 1. Januar 1820 wurde er unter der Präsidentschaft von Christian Gottfried Daniel Nees von Esenbeck mit dem akademischen Beinamen Wurffbain unter der Matrikel-Nr. 1160 als Mitglied in die Kaiserliche Leopoldino-Carolinische Deutsche Akademie der Naturforscher aufgenommen.
Er war verheiratet mit Friederike Charlotte Wilhelmine, geb. Hallwachs, eine Tochter des hessischen Hof- und Regierungsrates Johann Karl Georg Hallwachs (1751–1797), die Schwäger waren Wilhelm Hallwachs und Georg Hallwachs.

## Auszeichnungen
- 1822: Ritterkreuz des Orden vom Zähringer Löwen.
- 1839: Ehrenbürger der Stadt Wertheim.

## Schriften
- Erfahrungen und Betrachtungen über das Scharlachfieber und seine Behandlung; und ein Wort über die Belladonna, als vermeintliches Schutzmittel dagegen. Braun, Karlsruhe  1828.